# Емметт (Канзас)
Емметт (англ. Emmett) — місто (англ. city) в США, в окрузі Поттаватомі штату Канзас. Населення — 170 осіб (2020).

## Географія
Емметт розташований за координатами 39°18′26″ пн. ш. 96°3′26″ зх. д. / 39.30722° пн. ш. 96.05722° зх. д. (39.307247, -96.057280).  За даними Бюро перепису населення США в 2010 році місто мало площу 0,51 км², уся площа — суходіл.

## Демографія
Згідно з переписом 2010 року, у місті мешкала 191 особа в 71 домогосподарстві у складі 43 родин. Густота населення становила 373 особи/км².  Було 87 помешкань (170/км²).
Расовий склад населення:
| - 89,0 % — білих - 1,6 % — корінних американців - 1,6 % — чорних або афроамериканців - 0,5 % — вихідців з тихоокеанських островів |

До двох чи більше рас належало 6,8 %. Частка іспаномовних становила 10,5 % від усіх жителів.
За віковим діапазоном населення розподілялося таким чином: 33,5 % — особи молодші 18 років, 56,6 % — особи у віці 18—64 років, 9,9 % — особи у віці 65 років та старші. Медіана віку мешканця становила 27,2 року. На 100 осіб жіночої статі у місті припадало 127,4 чоловіків;  на 100 жінок у віці від 18 років та старших — 108,2 чоловіків також старших 18 років.
Середній дохід на одне домашнє господарство  становив 38 391 долар США (медіана — 35 938), а середній дохід на одну сім'ю — 40 085 доларів (медіана — 41 250). За межею бідності перебувало 11,7 % осіб, у тому числі 13,2 % дітей у віці до 18 років та 0,0 % осіб у віці 65 років та старших.
Цивільне працевлаштоване населення становило 42 особи. Основні галузі зайнятості: виробництво — 31,0 %, освіта, охорона здоров'я та соціальна допомога — 23,8 %, будівництво — 16,7 %, науковці, спеціалісти, менеджери — 14,3 %.